# Johannes Rothkranz
Johannes Rothkranz est un essayiste et traducteur allemand d'orientation catholique et sédévacantiste, connu pour ses nombreuses théories du complot.

## Publications
sous le nom Johannes Rothkranz
- 666 - Die Zahl des Tieres, Anton Schmid/Pro fide catholica, Durach, 2. Aufl. 1998,  (ISBN 3-929170-77-9)
- Falsche Brüder. Wie Marranen und andere Judaisierer den Rest der wahren katholischen Kirche sabotieren, Anton Schmid, Durach 2006,  (ISBN 3-932352-89-0)
- Die kommende "Diktatur der Humanität" oder Die Herrschaft des Antichristen (3 Bde.): Band 1: Die geplante Weltdemokratie in der "City of Man", Anton Schmid, Durach 1993,  (ISBN 3-929170-09-4); Band 2: Die Weltherrscher der Finsternis in Aktion, Anton Schmid, Durach, 3. Aufl. 1996,  (ISBN 3-929170-10-8); Band 3: Die vereinten Religionen der Welt im antichristlichen Weltstaat, Anton Schmid, Durach, 2. Aufl. 1992,  (ISBN 3-929170-11-6)
- Ja zu Europa heißt Nein zu Maastricht, Anton Schmid, Durach 1998,  (ISBN 3-929170-57-4)
- Wie seriös ist Msgr. Bernard Fellay?, Anton Schmid, Durach 2000,  (ISBN 3-932352-55-6)
- Freimaurersignale in der Presse. Wie man sie erkennt und was sie bedeuten, Anton Schmid, Durach 1997,  (ISBN 3-929170-96-5)
- Die zehn Gebote Satans (2 Bde.), Anton Schmid, Durach, Band 1: 2004,  (ISBN 3-929170-44-2); Band 2: 2005,  (ISBN 3-929170-45-0)
- Drei Herolde des Antichristen, Anton Schmid, Durach 1998,  (ISBN 3-932352-18-1)
- 44 Irrtümer über das Judentum. Anton Schmid, Durach 2005,  (ISBN 3-938235-02-0)
- Wer steuert den Islam? Anton Schmid, Durach 1998,  (ISBN 3-932352-22-X)
- Die Kardinalfehler des Hans Urs von Balthasar, Anton Schmid, Durach, 2. Auflage 1988,  (ISBN 3-929170-01-9)
- Katholikenverfolgung durch die Konzilskirche, Anton Schmid, Durach 1998,  (ISBN 3-932352-33-5)
- Die Konzilserklärung über die Religionsfreiheit. Ein Dokument des II. Vatikanums und seine Folgen, Anton Schmid, Durach 1995,  (ISBN 3-929170-70-1) (Band 1),  (ISBN 3-929170-71-X) (Band 2)
- Das Kreuz wird siegen, Anton Schmid, Durach 1996,  (ISBN 3-929170-75-2)
- Die Lügen von Medjugorje, Anton Schmid, Durach 1991,  (ISBN 3-929170-15-9)
- Mahl- oder Opfercharakter der heiligen Messe? Ein Klärungsversuch auf der Grundlage der Theologie des hl. Thomas von Aquin und J. A. Berrenbergs, 3. Auflage, Durach 2006,  (ISBN 3-938235-19-5)
- Papsttreue - Heilige Pflicht jedes Katholiken, Anton Schmid, Durach 2002,  (ISBN 3-932352-24-6)
- Die Protokolle der Weisen von Zion erfüllt. Band I (2 Teile), Anton Schmid, Durach 2004,  (ISBN 3-938235-01-2)
- Sind die neuen Sakramente noch gültig? Anton Schmid, Durach 1998,  (ISBN 3-932352-17-3)
- Die Sedisvakanzthese widerlegt? Antwort auf eine untaugliche Kritik von P. Gérard Mura, Durach 1999,  (ISBN 3-932352-38-6)
- Totschlagwort "Antisemitismus". Klarstellungen zu einem "einzigartigen Wortmißbrauch", Anton Schmid, Durach 1998,  (ISBN 3-932352-88-2)
- Der Vatikan als Fälscherwerkstatt. Das 3. Geheimnis von Fatima - ein Jahrhundertbetrug, Anton Schmid, Durach 2000,  (ISBN 3-932352-48-3)
- Der Vertrag von Maastricht - Endlösung für Europa (2 Bde.), Anton Schmid, Durach 1993,  (ISBN 3-929170-36-1)
- Vorsicht! Wölfe im Schafspelz, Anton Schmid, Durach 1993,  (ISBN 3-929170-83-3)
- Zartgefühl gegenüber Seelenmördern. Vom rechten Umgang mit den Irrlehrern, Anton Schmid, Durach 1999,  (ISBN 3-932352-34-3)
- Sichere Zeichen der Endzeit, Anton Schmid, Durach 1996,  (ISBN 3-929170-78-7)
- Die Zertrümmerung des christlichen Abendlandes, Anton Schmid, Durach 1997,  (ISBN 3-929170-99-X)

### sous le nom "Hanno Zahnker-Jost"
- Der Lügenprophet. Eine apokalyptische Betrachtung in drei mal sechs Bildern, Anton Schmid, Durach 1998,  (ISBN 3-932352-15-7)
- Wie können wir wahrhaft katholisch bleiben? Eine kritische Auseinandersetzung mit dem Vortrag von H. H. P. Franz Schmidberger am 4. September 2005 in Fulda, Anton Schmid, Durach 2006,  (ISBN 3-938235-18-7)

### traductions de Johannes Rothkranz
- Ball Martínez, Mary: Die Unterminierung der Katholischen Kirche, Durach 1992,  (ISBN 3-929170-29-9)
- Borbón, Alfonso C. de: Die ganze Wahrheit über das Opus Dei, Durach 1997,  (ISBN 3-929170-98-1)
- Curzio, Nitoglia P.: Woher stammt der Islam? Durach 1998,  (ISBN 3-932352-21-1)
- Der Fünfzackstern "Markenzeichen" des Pontifikats Pauls VI., Durach 2000,  (ISBN 3-932352-43-2)
- Roberts, Archibald E.: Die "öffentlichen" Meinungsmacher, Durach 1995,  (ISBN 3-929170-64-7)
- Die Verfinsterung der Kirche, Durach 2004,  (ISBN 3-929170-42-6)